# دنی پاپن
دنی پاپن (به فرانسوی: Denis Papin) (زاده ۲۲ اوت ۱۶۴۷ - درگذشته حدود ۱۷۱۲) فیزیکدان معروف فرانسوی است که با وجود تحقیقات و کشفیات فراوان در نهایت تنگدستی زندگی را بسر برد.
وی اولین مخترع ماشین بخار است که نیروی محرکه ماشین‌ها گردید.
دیگ بخار که به نام دیگ پاپن نیز معروف است منشأ تولید نیروی محرکه اجسام متحرک می‌باشد.
همچنین از این عمل در استخراج ژلاتین از استخوان استفاده نمود.